# Africa 40
Africa 40 war ein südafrikanischer Hersteller von Automobilen.

## Unternehmensgeschichte
Brandon Shaw leitete das Unternehmen aus Centurion. Etwa 2008 begann die Produktion von Automobilen. Der Markenname lautete Africa 40. Das erste Fahrzeug wurde nach Deutschland verkauft, weitere nach Italien, Spanien und Südafrika. Nach 2015 verliert sich die Spur des Unternehmens.

## Fahrzeuge
Im Angebot standen Nachbildungen des Ford GT 40. Die Fahrzeuge gab es sowohl als Komplettfahrzeug als auch als Kit Cars. Standardmotor war ein V8-Motor von Ford mit 380 PS Leistung. Das Fünfganggetriebe stammte von Audi.